# Cordia lasseri
Cordia lasseri är en strävbladig växtart som beskrevs av Agostini och J. Gaviria. Cordia lasseri ingår i släktet Cordia, och familjen strävbladiga växter. Inga underarter finns listade i Catalogue of Life.